# Aloe brunnthaleri
Aloe brunnthaleri é uma espécie de liliopsida do gênero Aloe, pertencente à família Asphodelaceae.